# Malaysische Billie-Jean-King-Cup-Mannschaft
Die Malaysische Billie-Jean-King-Cup-Mannschaft ist die Tennisnationalmannschaft Malaysias, die im Billie Jean King Cup eingesetzt wird. Der Billie Jean King Cup (bis 1995 Federation Cup, 1996 bis 2020 Fed Cup) ist der wichtigste Wettbewerb für Nationalmannschaften im Damentennis, analog dem Davis Cup bei den Herren.

## Geschichte
1989 nahm Malaysia erstmals am Billie Jean King Cup teil. Das malaysische Team erreichte bislang als bestes Ergebnis die Asien/Ozeanien Gruppe I.

## Teamchefs (unvollständig)
- Muhamad Ashaari (2013)
- Muhammad-Ashaari Bin Zainal-Abidin (2014)
- Singaram Selva Rajoo (2015)
- Adam Jaya seit 2016–2017
- Muliyadi Bin Jamal, seit 2018

## Spielerinnen der Mannschaft (unvollständig)
| Spielerinnen                   | Nominierung | Nominierung | Nominierung  |
| Spielerinnen                   | erste       | letzte      | Anzahl Jahre |
| ------------------------------ | ----------- | ----------- | ------------ |
| Alyssa Boey                    | 2013        | 2014        | 02           |
| Aslina Chua An Ping            | 2013        | 2017        | 03           |
| Nurin Nabilah Roslan           | 2013        | 2016        | 02           |
| Uma Nayar                      | 2017        | 2017        | 01           |
| Jawairiah Noordin              | 2010        | 2016        | 03           |
| Theiviya Selvarajoo            | 2013        | 2017        | 04           |
| Michelle Li Sha Khoo           | 2014        | 2014        | 01           |
| Yus Syazlin Nabila Binti Yusri | 2014        | 2015        | 02           |